# Lancia K
La Lancia K è un'autovettura di grandi dimensioni prodotta dalla casa automobilistica italiana Lancia, dal 1994 al 2001, ricoprendo il ruolo di ammiraglia.
Classificata all'interno del segmento E, oltre alla versione berlina a 3 volumi e 4 porte, ne sono state commercializzate una variante familiare e una coupé.

## Storia e contesto
Presentata dopo un lungo periodo di gestazione al salone dell'automobile di Parigi sul finire del 1994, la K va ad assumere il difficile compito di sostituire nei listini Lancia la Thema, vettura molto apprezzata per circa un decennio, e porsi in diretta concorrenza ad altri modelli di fascia alta dell'epoca, tra cui Audi A6, BMW Serie 5, Citroën XM, Mercedes-Benz Classe E, Opel Omega e Renault Safrane, nonché con la futura Alfa Romeo 166, con cui la K condivide buona parte della meccanica.
Costruita nello stabilimento Fiat Rivalta e progettata sul telaio di base denominato Tipo E presso il centro sviluppo nella storica palazzina di Mirafiori, sulla K si è registrato un complessivo miglioramento nella qualità e nel comfort rispetto al modello che andava a sostituire. Per esempio, essa dispone di tolleranze minime per i giochi di accoppiamento delle portiere e degli elementi dell'abitacolo, che è più grande e spazioso di quello della Thema.
Inoltre, la nuova ammiraglia presenta forme più arrotondate e filanti che, unitamente all'aerodinamica della carrozzeria affinata nella galleria del vento, le hanno permesso di ottenere un coefficiente di penetrazione aerodinamica (cx) migliore rispetto a quello registrato sulla Thema.
Anche la gamma delle motorizzazioni è stata studiata in funzione delle linee guida del mercato che andava affermandosi: questo modello ha portato al debutto nuove motorizzazioni a 5 cilindri (utilizzate anche in altri modelli del gruppo Fiat), che mettono a confronto l'ammiraglia Lancia con le vetture delle case che già producevano motorizzazioni a 5 cilindri, vale a dire le tedesche Audi e Mercedes-Benz.
Dei propulsori a quattro cilindri che equipaggiavano l'ultima versione della Thema fu riutilizzato soltanto il 2 litri turbo 16 valvole, sostituito nel 1998 da un 2 litri turbo a 5 cilindri.

## Prima serie

### Design
La vettura è caratterizzata da un frontale morbido, con la calandra Lancia ben in evidenza, e dalla classica carrozzeria a 3 volumi, tutti ben equilibrati tra loro. È stata disegnata dal Centro Stile Lancia con la collaborazione dell'I.De.A Institute e possiede gruppi ottici anteriori e posteriori ad andamento orizzontale. L'evoluzione stilistica della coda prevede i gruppi ottici divisi dall'apertura del cofano del vano bagagli, il lunotto più piatto e inclinato e un ampio scudo paraurti. Il taglio delle portiere e dei finestrini è particolarmente affusolato, con cornici dei finestrini cromate, e in quelli laterali posteriori si nota il piccolo deflettore fisso che aumenta il massimo grado d'apertura del cristallo stesso.
La targhetta con l'indicazione di modello e versione è stata posizionata dietro i passaruota anteriori, rinunciando quindi alla vistosa targhetta sulla calandra o sul posteriore. Il nome del modello sul logo identificativo è indicato con la lettera minuscola "k".

### Abitacolo
La K presenta un abitacolo confortevole, rivestito di velluto, Alcantara o pelle Poltrona Frau. I rivestimenti del cruscotto sono in due tonalità: antracite e tortora. Il cruscotto è in laminato schiumato morbido, la parte centrale dello stesso (che raccoglie bocchette di aerazione, comandi clima, display infocenter, autoradio e cassettino posacenere, e fa da cornice alla leva del cambio proseguendo fin sotto al bracciolo anteriore) è realizzata in "ecoradica", un materiale sintetico che riproduce l'estetica della radica naturale.
La struttura dei sedili è stata definita in modo da assicurare pressioni uniformi su tutte le parti del corpo, ricorrendo anche a elementi schiumati a portanza differenziata.
L'abitacolo altamente insonorizzato ha posto l'autovettura al vertice della categoria. Per ottenere tale risultato, i tecnici Lancia hanno lavorato in diverse direzioni e, oltre ad aver affinato l'aerodinamica della carrozzeria nella galleria del vento, si è ricorsi all'impiego di materiali fonoassorbenti ad alto spessore.

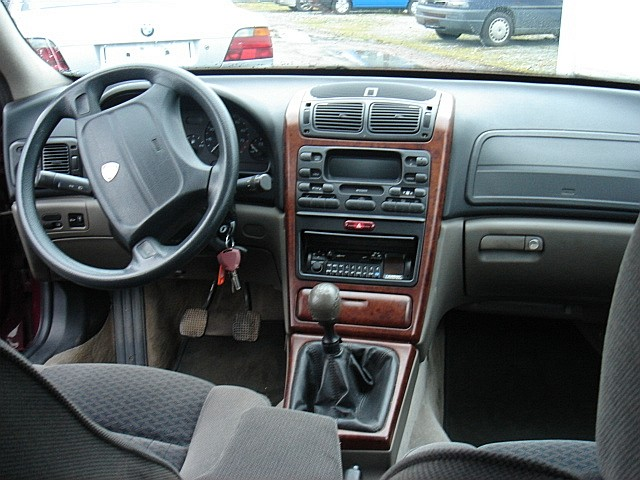
Il cruscotto della prima serie

L'insonorizzazione della vettura è stata studiata dalla Unikeller Italiana in collaborazione con i Servizi Tecnici della Fiat Auto. Il primo intervento ha riguardato le lamiere della scocca allo scopo di ridurne le vibrazioni, reso possibile grazie all'indagine effettuata dal Laboratorio Acustico della Unikeller Italiana di Santhià e all'utilizzo di un nuovo materiale smorzante della famiglia del cosiddetto "keller" in fogli fusibili che è stato messo a punto dal Servizio di Ricerca & Sviluppo della stessa azienda. Un secondo intervento è stato effettuato per la parete parafiamma dell'abitacolo: si tratta di un "sandwich" fonoisolante in grado di garantire prestazioni acustiche all'avanguardia: un simulatore dotato di un troncone anteriore della Lancia K completo di tutti gli accessori ha consentito di sperimentare soluzioni diverse e di valutarne gli effetti in condizioni di eccitazione artificiale. Assume un ruolo importante anche il tappeto dell'abitacolo che è realizzato in un pezzo unico, eliminando la tipica discontinuità nell'isolamento acustico e sopprimendo l'effetto dei classici buchi acustici nell'abitacolo.
Nella messa a punto della scocca, per massimizzare la silenziosità, è stata data importanza alla rigidità, una caratteristica che assicura un significativo aumento del comfort acustico. Grazie all'irrigidimento complessivo i pannelli dell'abitacolo sono poco soggetti a quei piccoli spostamenti che, pur tali, sono fonte di sgradevoli scricchiolii. Sul piano della rigidità strutturale la Lancia K rimane tuttora competitiva con vetture dello stesso segmento di recentissima progettazione.
La rivista Quattroruote, in una prova della vettura del dicembre 1994 scrive: la plancia non oserà mai emettere gemiti neppure se l'auto sarà lanciata su un accidentato percorso di rally.
Nel 1996 viene modificato il disegno dei sedili e dei cerchi in lega, dettagli che rimarranno invariati fino a fine produzione.

### Equipaggiamento
Il climatizzatore, dotato di numerosi sensori, è a gestione totalmente automatica ed è in grado di indirizzare autonomamente i flussi d'aria in tre settori: bocchette frontali, bocchette ai piedi, parabrezza e finestrini, con temperature indipendenti. Per i passeggeri posteriori sono presenti bocchette dedicate frontali e ai piedi; i finestrini e il parabrezza sono a disappannamento automatico, quindi senza la necessità di un'attivazione manuale. La gestione totalmente automatica del clima non era di serie sui primi esemplari in allestimento LE.
Sono disponibili come optional le poltrone anteriori riscaldabili, a regolazione elettrica e con memorie, mentre sono di serie gli specchietti riscaldabili a regolazione e chiusura elettrica.
I cristalli sono del tipo solar control Solextra, che filtrano le radiazioni luminose, e sono dotati di alzavetro elettrico su tutte le porte. Questa tipologia di cristalli non era di serie sui primi esemplari in allestimento LE.
La vettura adotta inoltre strumentazioni sofisticate, come il computer di bordo Infocenter disposto nella parte superiore della consolle centrale, che fornisce informazioni sullo stato di funzionamento del veicolo e sulla manutenzione con scadenze chilometriche e temporali; il telefono di bordo ha il vivavoce integrato nell'impianto audio della vettura.
Vi sono anche soluzioni nascoste di elettronica avanzata, finalizzate a elevare i contenuti di comfort, di affidabilità e di sicurezza, come la autoprotezione da extratensioni e la funzione di recovery, cioè la capacità di funzionare con leggi di emergenza in caso di avaria, assicurate alle centraline dei sistemi elettronici più importanti. Le diagnosi computerizzate in officina sono effettuabili anche sui sistemi elettronici di bordo come ad esempio l'Infocenter, la strumentazione e la centralina interconnettiva dell'impianto elettrico.
Oltre all'idroguida di serie era disponibile a richiesta il Servotronic, un servosterzo ad azione variabile in grado di fornire un elevato asservimento alle basse velocità e di diventare più preciso nelle andature autostradali.
Tra gli optional vi sono i lavafari e lo specchietto interno elettrocromatico ad oscuramento automatico che elimina il classico abbagliamento provocato dai fari del veicolo che segue.
Dotata di serie del sistema Lancia Code, la K adotta una chiave a doppia funzione: un trasduttore elettromagnetico codificato non permette l'avviamento della vettura se il codice inviato non viene riconosciuto dalla centralina di controllo motore.
Oltre ad airbag, pretensionatori e ABS per la sicurezza attiva e passiva, sono presenti alcuni assistenti importanti per chi guida, come la spia che segnala che le cinture di sicurezza non sono allacciate e le segnalazioni del sistema Infocenter che per esempio avvisano che una lampadina è guasta, che una portiera è chiusa male oppure del rischio di ghiaccio sul fondo stradale. Importante la presenza del sistema antincendio FPS (Fire Prevention System) che equipaggia tutte le versioni della vettura con soluzioni e dispositivi finalizzati alla prevenzione di incendi in caso di incidente, come il serbatoio del carburante antincendio, la valvola antideflusso, l'interruttore inerziale esteso anche alle versioni diesel, la protezione integrale del catalizzatore e i rivestimenti interni ignifughi.
Gli allestimenti della K disponibili erano tre: LE, LS, LX. Essi hanno subito diverse modifiche durante il periodo di produzione della vettura.
Gli equipaggiamenti, completi al lancio, non hanno subito un costante aggiornamento nel tempo: per esempio non sono stati previsti i comandi al volante per la gestione dell'impianto audio di bordo. Inoltre, nella prima versione della vettura, non sono stati messi a listino diversi optional che restavano invece ordinabili soltanto dalla Lineaccessori Lancia, come ad esempio il preriscaldatore, i sensori di parcheggio e il navigatore satellitare cartografico.

### Telaio, freni e sospensioni
Lo sviluppo dei concetti di sicurezza passiva si è tradotto nell'adozione sulla scocca della vettura di diverse zone a rigidità strutturale di tipo differenziato. Parte dell'attenzione è stata rivolta alla progettazione delle zone di assorbimento degli urti, per una migliore protezione dell'abitacolo da ogni lato in caso di incidente stradale, e le porte sono dotate di barre d'acciaio antisfondamento. Il comportamento della vettura in caso di urto frontale, urto posteriore, urto laterale e ribaltamento è stato verificato in più di 70 prove differenziate.
Le serrature delle portiere sono studiate per avere limiti di resistenza doppi rispetto a quelli richiesti dalla prova ufficiale di omologazione; riescono a rimanere chiuse nel caso di incidente, senza però bloccarsi e impedire l'apertura delle porte.
Tra gli elementi più significativi si hanno l'anello trasversale tipo rollbar all'altezza del montante centrale, mentre tra bagagliaio e abitacolo è stata inserita una parete divisoria d'acciaio. Specifici rinforzi sono stati disposti in tutti i punti critici della scocca.
Per quanto riguarda la rigidità della scocca, si nota un valore particolarmente elevato della rigidezza torsionale che è 150.000 kgm/rad.
L'impianto frenante è idraulico a doppio circuito incrociato, costituito da 4 freni a disco di grandi dimensioni. Integra l'ABS e il ripartitore meccanico di frenata tra ruote anteriori e posteriori.
Le sospensioni sono indipendenti, dotate di barre stabilizzatrici e con ammortizzatori a gas a doppio effetto. All'avantreno presentano schema MacPherson, mentre al retrotreno il classico schema Lancia con aste trasversali e tirante/puntone longitudinale.
Il retrotreno ha una geometria autosterzante che sfrutta i trasferimenti di carico trasversali, facendo sterzare le ruote posteriori in fase con quelle anteriori: l'alta capacità autostabilizzante che ne risulta contribuisce alla sicurezza dinamica dell'autovettura, soprattutto ad andature autostradali.
Le versioni più spinte adottano un sistema di sospensioni intelligenti denominato SCS e realizzato assieme alla Magneti Marelli. Sono caratterizzate da sofisticati ammortizzatori a controllo elettronico che si adattano istantaneamente alle condizioni dinamiche della vettura per mantenere un miglior bilanciamento tra comfort e tenuta di strada. Il software di gestione permette di selezionare due modalità di funzionamento tramite un pulsante e si avvale di diversi sensori, come i trasduttori di sterzata e frenata, e gli accelerometri che leggono i movimenti del corpo vettura. La modalità "Sport" si caratterizza per una taratura più rigida in grado di assecondare al meglio la vettura nelle sue motorizzazioni più potenti, mentre in "Auto" si ha una risposta più morbida degli ammortizzatori che consente di viaggiare con un comfort di marcia più elevato modificando automaticamente la taratura secondo la logica di controllo del sistema.
Nel 1996 vengono modificati i 4 ammortizzatori e il collegamento della barra stabilizzatrice posteriore.

### Motori e trasmissioni
| Versione | Tipo                | Potenza | Velocità max |
| -------- | ------------------- | ------- | ------------ |
| 2.0      | 5.20v benzina       | 145 CV  | 205 km/h     |
| 2.0t     | 4.16v benzina turbo | 205 CV  | 235 km/h     |
| 2.4      | 5.20v benzina       | 175 CV  | 215 km/h     |
| 3.0      | 6.24v benzina       | 204 CV  | 225 km/h     |
| 2.4td    | 5.10v turbo diesel  | 124 CV  | 193 km/h     |

- 3.0: è un 3 litri V6 Alfa Romeo a 24 valvole.
- 2.0t: è un 4 cilindri sovralimentato, versione migliorata di quello della Thema, riveduto e corretto nelle dimensioni della turbina, che è più piccola e più pronta rispetto a quella che equipaggiava il propulsore della Thema. Rivista su questo propulsore anche la mappatura della centralina di iniezione.

I nuovi motori modulari a 5 cilindri sia benzina che diesel sono gestiti interamente da microchip. Basati su una cilindrata unitaria che non eccede il mezzo litro, sono dotati di volano smorzatore calettato sull'albero motore e contralbero di equilibratura.
- 2.0 e 2.4: propulsori modulari della stessa famiglia, entrambi benzina 5 cilindri e 20 valvole, impianto di accensione con bobine singole per ciascun cilindro, distribuzione bialbero plurivalvole con punterie idrauliche alimentate tramite canalizzazioni antisvuotamento. La fasatura variabile delle valvole interviene ai bassi regimi attuando il cosiddetto incrocio, ovvero il momento in cui sono aperte contemporaneamente le valvole di aspirazione e di scarico, permettendo un miglior controllo del regime del minimo e delle emissioni inquinanti. Il 2,4 litri è dotato del Variable Intake System (V.I.S.) ovvero un sistema di collettori di aspirazione a lunghezza variabile che garantisce una coppia più elevata disponibile già ai bassi regimi e allo stesso tempo una potenza massima più elevata; la gestione è affidata alla centralina elettronica di controllo motore.
- 2.4tds: turbodiesel, della stessa famiglia delle versioni benzina. Si tratta di un 5 cilindri con testata ad alta turbolenza cross flow a flusso incrociato, turbocompressore IHI e scambiatore aria/aria. Iniezione meccanica tipo Bosch VE.

| Versione | Tipo                | Potenza | Velocità max |
| -------- | ------------------- | ------- | ------------ |
| 2.0      | 5.20v benzina       | 155 CV  | 212 km/h     |
| 2.0t     | 4.16v benzina turbo | 205 CV  | 235 km/h     |
| 2.4      | 5.20v benzina       | 175 CV  | 218 km/h     |
| 3.0      | 6.24v benzina       | 204 CV  | 225 km/h     |
| 2.4td    | 5.10v diesel turbo  | 124 CV  | 193 km/h     |

Nel 1996 sono stati aggiornati tutti i motori: tra le modifiche più importanti l'adozione del V.I.S. anche sulla 2.0. I cedimenti improvvisi di alcuni tra i primi propulsori 2.4 turbodiesel spinsero immediatamente ad un intervento degli ingegneri Lancia, eliminando il difetto con una miglioria del circuito di lubrificazione. La rivista Quattroruote ha dedicato un servizio tecnico/descrittivo agli aggiornamenti del 1996 sulla Lancia K.
La trasmissione Viscodrive con differenziale dotato di giunto Ferguson, sensibile alle perdite di aderenza dell'avantreno, di serie sulla motorizzazione 2.0 turbo 16v, provvede a ripartire la coppia e di conseguenza a limitare le perdite di trazione dovute alla diversa aderenza tra la ruota destra e quella sinistra.
I cambi manuali di velocità sono a 5+R rapporti con sincronizzatori anche sulla retromarcia, e per la k 2.0 disponibili in due versioni: Comfort Drive o Power Drive. Gli automatici sono a controllo elettronico e con selezione NORMAL, POWER, ICE.
Pneumatici disponibili per berlina e s.w. nel 1996:
- 2.0 ---- 195/65 R15 (opt 205/60 R15; opt 225/45 R17)
- 2.0t --- 205/60 R15 (s.w. 205/55 R16; opt s.w. 215/55 R16)
- 2.4 ---- 205/60 R15
- 3.0 ---- 205/60 R15
- 2.4td - 195/65 R15 (opt 205/60 R15; opt 225/45 R17)

Nel provare la Lancia K, la rivista Quattroruote la definì un'auto grintosa come non mai, che in pochi secondi arriva a 200 all'ora. La 'turbo' da 205 CV, la più potente delle nuove ammiraglie torinesi, unisce prestazioni di assoluto rilievo a un comfort di viaggio e a un'elegante finitura degli interni paragonabile a quello delle tedesche più blasonate. Fra i pregi la grande abitabilità, la climatizzazione e i freni.
La prima serie esce dai listini a metà del 1998.

## Seconda serie
In occasione del 67º Salone Internazionale dell'Automobile di Torino del 1998, la Lancia presenta la nuova versione della K.
Tale modello si distingue esteticamente dalla prima serie per il rivestimento dell'abitacolo che non è più antracite e tortora ma unicamente antracite, per il diverso disegno del volante e, oltre che per altri particolari interni, per la tinta unica dei paraurti mentre prima erano presenti dei fascioni neri. Per le versioni 2.0t e 3.0, viene modificato il disegno e le misure dei cerchi in lega.
| Versione | Tipo                | Potenza | Velocità max |
| -------- | ------------------- | ------- | ------------ |
| 2.0      | 5.20v benzina       | 155 CV  | 212 km/h     |
| 2.0t     | 5.20v benzina turbo | 220 CV  | 245 km/h     |
| 2.4      | 5.20v benzina       | 175 CV  | 218 km/h     |
| 3.0      | 6.24v benzina       | 204 CV  | 225 km/h     |
| 2.4jtd   | 5.10v diesel turbo  | 136 CV  | 205 km/h     |

Al di là dei minimi ritocchi subiti da tutta la gamma, la novità più importante è stato l'esordio di due nuovi motori, così come l'introduzione di importanti accessori.
Nella seconda serie vengono introdotti a listino il cruise control, il navigatore satellitare, gli airbag laterali e i fari allo xeno ad orientamento automatico.
Entrano a listino il nuovo motore 5 cilindri in linea 2.0 turbo 20v da 220cv
 che equipaggerà le k 2.0t ed il 2.4 turbodiesel JTD con il sistema a iniezione diretta common rail che equipaggerà le k 2.4jtd facendo uscire dai listini le k 2.4td. Consumi ridotti, grande silenziosità di funzionamento e ottime prestazioni le doti immediatamente avvertibili nel nuovo 2.4 JTD. Il nuovo motore 2.0 turbo 20 valvole con turbocompressore Garrett dotato di overboost e intercooler può spingere la Lancia k alla velocità di 247 km/h.
Viene introdotto il nuovo cambio sequenziale automatico autoadattativo Comfortronic dalle doti di robustezza, rapidità, e fluidità di funzionamento.
Pneumatici disponibili per berlina e s.w. nel 1998:
- 2.0 ----- 195/65 R15 (opt 205/60 R15; opt 225/45 R17)
- 2.0t ---- 205/55 R16 (opt s.w. 215/55 R16)
- 2.4 ----- 205/60 R15
- 3.0 ----- 205/55 R16 (berlina cambio automatico 205/60 R15)
- 2.4jtd - 195/65 R15 (opt 205/60 R15; opt 225/45 R17)

La Lancia K berlina e sw escono dai listini nel 2001. La berlina è stata sostituita nel 2002 dalla Thesis mentre la sw non è stata sostituita da nessun modello.

## La versione familiare

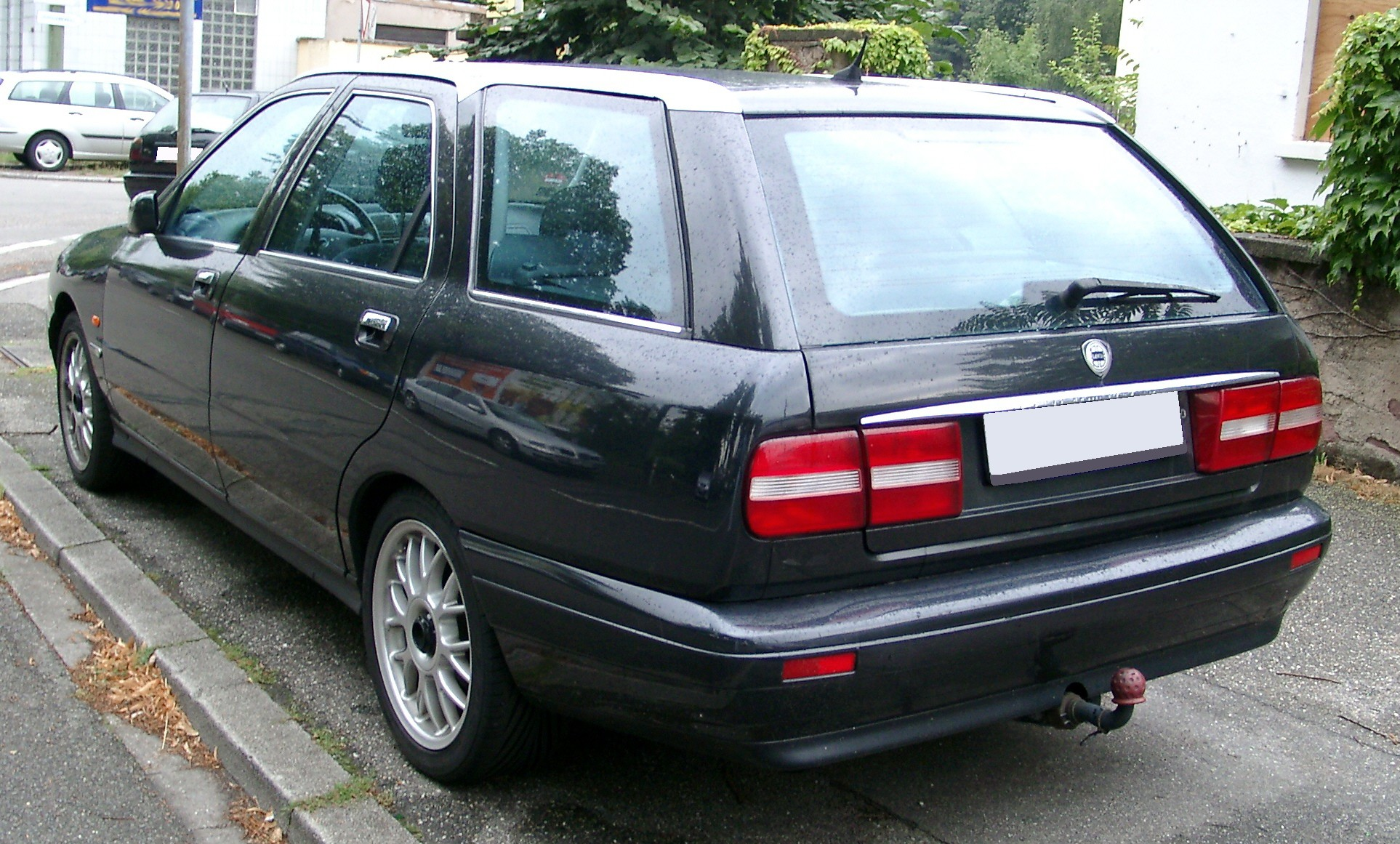
Vista posteriore di una Lancia K familiare

La K Station Wagon è entrata nei listini in occasione dei già citati aggiornamenti tecnici a metà del 1996. Da qualche tempo stava affermandosi una tendenza che aveva trasformato le station wagon da veicoli da trasporto in auto tese a soddisfare una clientela sempre più esigente e sofisticata. Così, i progettisti Lancia vollero realizzare in collaborazione con la carrozzeria Pininfarina (che si occupò anche della produzione della vettura nei propri stabilimenti di Grugliasco, dove venivano eseguite la lastratura e la verniciatura, e San Giorgio Canavese dove venivano eseguite la carrozzeria e la messa in strada) una station wagon elegante, con l'obiettivo di dare un'erede alla versione familiare della Lancia Thema, da cui l'auto riprende lo schema delle tradizionali modanature laterali del tetto, in metallo satinato o in colore scuro, per conferire un certo tono di rappresentanza al corpo vettura.
Spaziosa e confortevole, la K Station Wagon offre inoltre un abitacolo ampio e ben rifinito; adottando di serie il sofisticato sistema di sospensioni autolivellanti Nivomat che permette di mantenere la giusta altezza da terra indipendentemente dal carico. Il tre quarti posteriore della k Station Wagon si contraddistingue per la pulizia delle linee. La coda slanciata fu anche uno degli aspetti più graditi alla clientela.

## La versione coupé

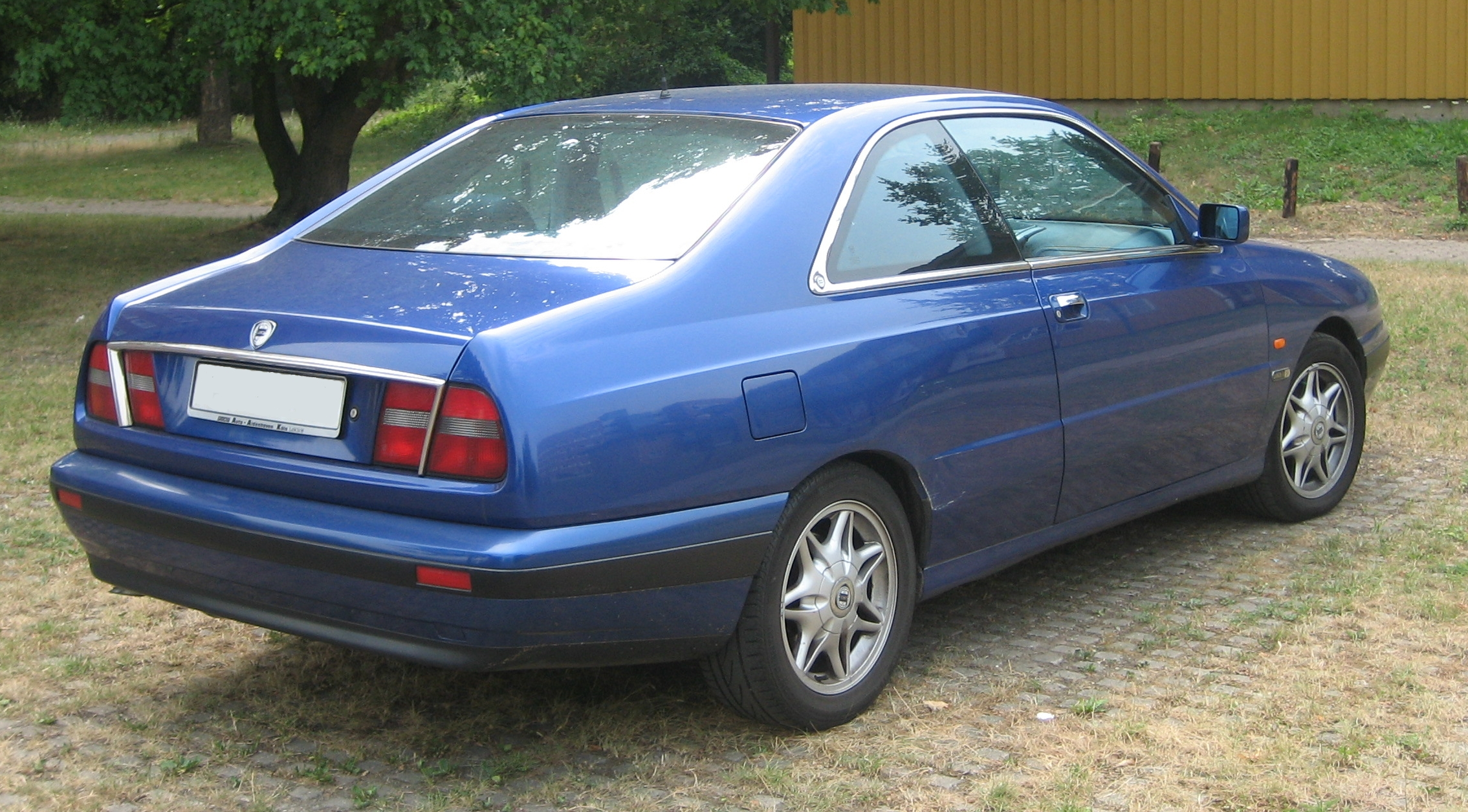
Vista posteriore di una Lancia K coupé

La versione Coupé della K venne presentata al Salone di Torino del 1996. Prodotta nell'ex stabilimento Lancia di Chivasso dalla Carrozzeria Maggiora, entra nei listini nell'aprile 1997.
Inizialmente suscita qualche dubbio per la sua estetica, in particolare per la coda giudicata troppo imponente per una coupé, ma soprattutto per lo sbalzo posteriore ritenuto sproporzionato rispetto al passo più corto. Queste perplessità estetiche della clientela prevalsero sulle qualità della meccanica e sulle prestazioni di tutto rispetto. Al volante la K Coupé, nonostante la mole da granturismo, evidenzia una notevole maneggevolezza sul misto, proprio grazie al passo più corto rispetto alla versione berlina.

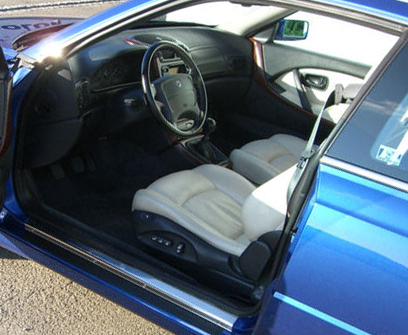
Interni della K Coupé

L'abitacolo possiede un comfort tipicamente Lancia e particolarmente apprezzato, in ragione dell'impiego abbondante di pelle, nonché di elementi componentistici di pregio: gli inserti in ecoradica impreziosiscono visivamente anche le portiere.
La K Coupé non riscosse il successo commerciale sperato e fu la prima versione a uscire definitivamente di listino, dopo soli due anni di produzione.
Motorizzazioni disponibili: 2.4, 2.0t e 3.0. Nel 1998 erano state allestite, presso gli stabilimenti di Chivasso, alcune versioni di K Coupé con il nuovo motore 2.4 JTD ma poi questa versione non ebbe sviluppo perché il motore non fu giudicato adatto ad una vettura di questo segmento nonostante i buoni dati di vendita della versione berlina con questa stessa motorizzazione. Un esemplare JTD risulta ancora esistente e circolante.

## La versione limousine
Almeno due esemplari 3.0 prima serie sono stati costruiti con carrozzeria limousine a passo lungo, analogamente a quanto effettuato per la Thema. Questi esemplari, realizzati espressamente su commissione, sono immediatamente riconoscibili per la presenza di un terzo finestrino fisso laterale fra le portiere anteriori e posteriori, nonché per il tetto e i montanti rivestiti in vinile nero. Nell'ottobre del 2000 uno di essi ha avuto l'onore di condurre la Regina Elisabetta II in visita in Italia. La vettura ha accolto nell'aeroporto militare la Regina e il consorte Filippo di Edimburgo, per poi proseguire in corteo reale secondo un percorso panoramico tra i ruderi romani, prima di giungere al Quirinale.

## Motori e prestazioni
| Modello    | Produzione | Motore e carburante | Cilindrata cm³ | Potenza                   | Coppia            | Velocità max km/h |
| ---------- | ---------- | ------------------- | -------------- | ------------------------- | ----------------- | ----------------- |
| 2.0        | 1994-1996  | 5L benzina          | 1.998          | 106 kW (145 CV) @6100 rpm | 185 N•m @4500 rpm | 205               |
| 2.0 VIS    | 1996-2002  | 5L benzina          | 1.998          | 114 kW (155 CV) @6500 rpm | 186 N•m @4000 rpm | 212               |
| 2.4        | 1994-1998  | 5L benzina          | 2.446          | 128 kW (175 CV) @6200 rpm | 226 N•m @5000 rpm | 215               |
| 2.4        | 1998-2002  | 5L benzina          | 2.446          | 128 kW (175 CV) @6200 rpm | 226 N•m @5000 rpm | 218               |
| 2.0 T16    | 1994-1998  | 4L turbo benzina    | 1.995          | 151 kW (205 CV) @5600 rpm | 298 N•m @2750 rpm | 235               |
| 2.0 T20    | 1998-2002  | 5L turbo benzina    | 1.998          | 162 kW (220 CV) @6000 rpm | 310 N•m @2750 rpm | 245               |
| 3.0 V6 24V | 1994-2002  | V6 benzina          | 2.959          | 150 kW (204 CV) @6300 rpm | 270 N•m @4500 rpm | 237               |
| 2.4 TD     | 1994-1998  | 5L turbo diesel     | 2.387          | 91 kW (124 CV) @4000 rpm  | 304 N•m @2000 rpm | 193               |
| 2.4 JTD    | 1998-2002  | 5L turbo diesel     | 2.387          | 100 kW (136 CV) @4000 rpm | 305 N•m @1800 rpm | 205               |

## Allestimenti speciali

### Protecta

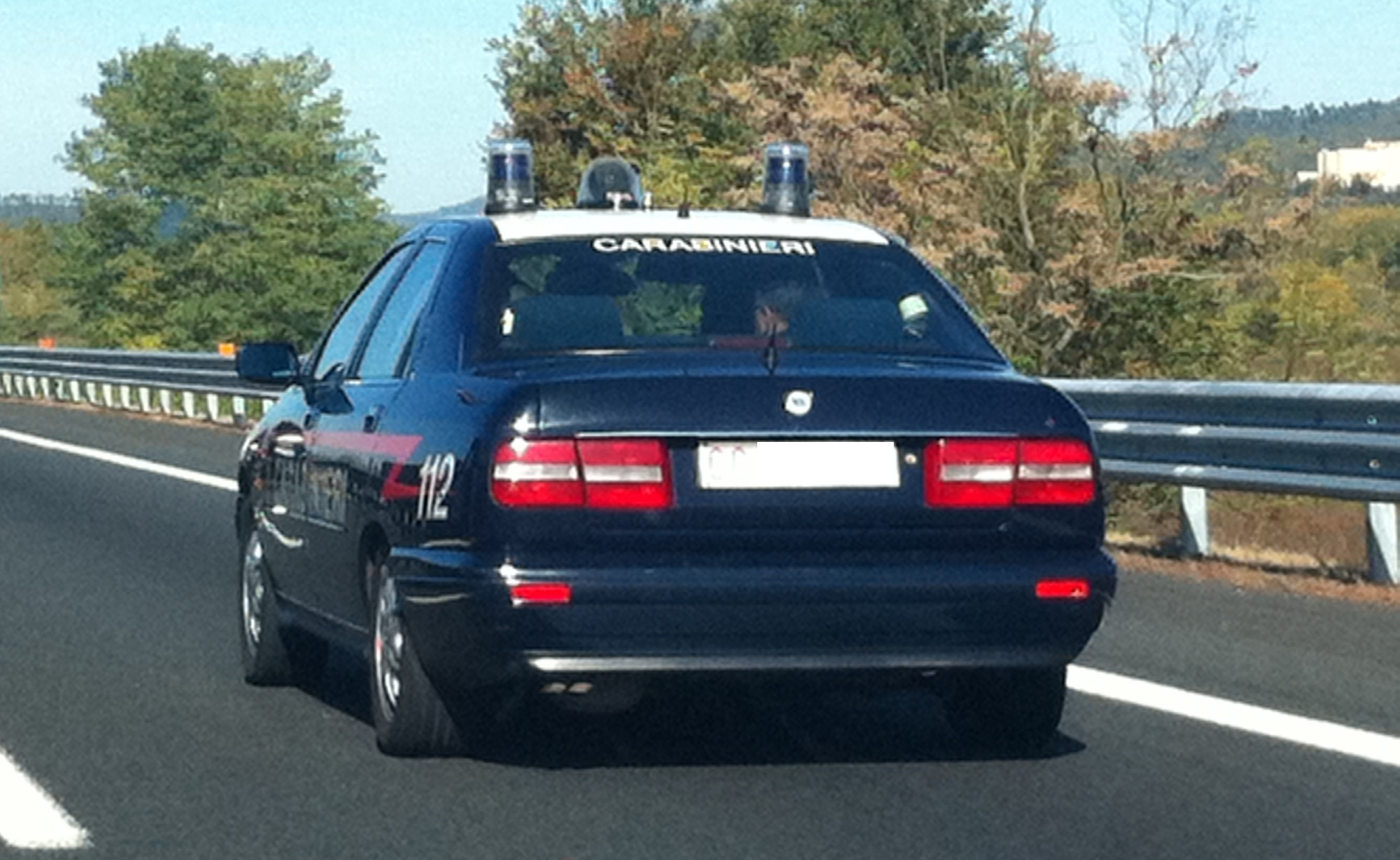
Lancia K del Comando Carabinieri Banca d'Italia.

Protecta è il nome della versione blindata dell'ammiraglia torinese.
L'autovettura nasceva già predisposta dalle linee di montaggio con componenti meccaniche speciali, e la blindatura veniva fatta negli stabilimenti Repetti di Casale Monferrato, per conto del Gruppo Fiat. Le motorizzazioni erano quelle di serie 3.0 V6 24v e 2.0t 20v.
Dotata di ogni tipo di dispositivo atto a garantire la più alta protezione dei passeggeri, erano presenti dispositivi lampeggianti, sirena bitonale, ricetrasmittente, circuito interfonico, sistema di aerazione e ventilazione forzato, circuito autoestinguente sull'abitacolo, serbatoio carburante ignifugo, ruote antisgonfiamento, vetri anti kalashnikov stratificati con policarbonato antischeggia, portiere corazzate con chiusure a chiavistello, scrocchi e bocche di fuoco. La corazzatura era integrale e, oltre a portiere e vetri, comprendeva tetto, interno fari, pianale, vano motore e scocca.
Questa particolare versione viene ancora usata per il trasporto di alte cariche dello Stato Italiano e nelle Questure. Due esemplari fanno parte del parco auto del Quirinale riservato al Presidente della Repubblica. Svolge servizio in livrea Carabinieri per le scorte tecniche presso la Banca d'Italia e anche come auto di scorta dei Magistrati.

### Kayak Bertone
Nel 1995, la carrozzeria italiana Bertone, propose un concept che non aveva in comune con la Lancia K solo la base meccanica, ma ne anticipava anche una versione coupé: la Lancia Kayak. Tuttavia la produzione in serie di questo modello non avvenne, e sebbene anticipò (solo concettualmente) la versione coupé della K, quest'ultima non riprendeva in alcuna parte lo stile del prototipo.